# تصفيات كأس العالم 2006 – آسيا المرحلة الثانية المجموعة 8
تصفيات كأس العالم 2006 – آسيا المرحلة الثانية المجموعة 8 كانت التصفيات المؤهلة لكأس العالم 2006، وقد تكونت المجموعة من المنتخبات التالية منتخب السعودية لكرة القدم، ومنتخب تركمانستان لكرة القدم، ومنتخب إندونيسيا لكرة القدم، ومنتخب سريلانكا لكرة القدم.
فازت المملكة العربية السعودية بالمجموعة وتأهلت للمرحلة الثالثة.

## المراكز
| الفريق     | لعب | فاز | تعادل | خسر | أهداف له | أهداف عليه | فارق الأهداف | نقاط |
| ---------- | --- | --- | ----- | --- | -------- | ---------- | ------------ | ---- |
| السعودية   | 6   | 6   | 0     | 0   | 14       | 1          | +13          | 18   |
| تركمانستان | 6   | 2   | 1     | 3   | 8        | 10         | -2           | 7    |
| إندونيسيا  | 6   | 2   | 1     | 3   | 8        | 12         | -4           | 7    |
| سريلانكا   | 6   | 0   | 2     | 4   | 4        | 11         | -7           | 2    |

|            | السعودية | تركمانستان | إندونيسيا | سريلانكا |
| ---------- | -------- | ---------- | --------- | -------- |
| السعودية   | –        | 3-0        | 3-0       | 3-0      |
| تركمانستان | 0-1      | –          | 3-1       | 2-0      |
| إندونيسيا  | 1-3      | 3-1        | –         | 1-0      |
| سريلانكا   | 0-1      | 2-2        | 2-2       | –        |

| السعودية                                                                  | 3 – 0   | إندونيسيا                        |
| ------------------------------------------------------------------------- | ------- | -------------------------------- |
| إبراهيم سويد 4' 39' · ياسر القحطاني 45' · خميس العويران 40' · رضا تكر 79' | (تقرير) | Uston Nawawi 25' · Isnan Ali 46' |

| تركمانستان                                                          | 2 - 0   | سريلانكا                                                                      |
| ------------------------------------------------------------------- | ------- | ----------------------------------------------------------------------------- |
| غوفانتشمحمد أوفيكوف 40' · نزار بايراموف 56' · فلاديمير بايراموف 58' | (تقرير) | دودلي لينكولن ستاينوول 37' · Sugath Thilakaratne 54' · Jayawilal Acharige 60' |

| تركمانستان                                        | 3 - 1     | إندونيسيا          |
| ------------------------------------------------- | --------- | ------------------ |
| فلاديمير بايراموف 10' 74' · بغنتش محمد كولييف 35' | (reeport) | بودي سودارسونو 30' |

| سريلانكا | 0 - 1   | السعودية         |
| -------- | ------- | ---------------- |
|          | (تقرير) | إبراهيم سويد 51' |

| السعودية                           | 3 - 0   | تركمانستان |
| ---------------------------------- | ------- | ---------- |
| طلال المشعل 27' 45' · محمد نور 32' | (تقرير) |            |

| إندونيسيا                                                                          | 1 - 0   | سريلانكا               |
| ---------------------------------------------------------------------------------- | ------- | ---------------------- |
| إيلي أيبوي 30' · سيامسول تشاردون 62' · Agung Setyabudi 78' · بامبانغ بامونغكاس 83' | (تقرير) | Kassun Weerarathna 64' |

| سريلانكا                        | 2 - 2   | إندونيسيا                                                |
| ------------------------------- | ------- | -------------------------------------------------------- |
| Ilham Jaya 8' · إيسمد سفيان 51' | (تقرير) | دودلي لينكولن ستاينوول 81' · Chandradasa Karunaratne 82' |

| تركمانستان | 0 - 1   | السعودية          |
| ---------- | ------- | ----------------- |
|            | (تقرير) | ياسر القحطاني 47' |

| سريلانكا                                       | 2 - 2   | تركمانستان                              |
| ---------------------------------------------- | ------- | --------------------------------------- |
| Isuru Perera 47' · Rathnayake Mudyanselage 57' | (تقرير) | Dovlet Bayramov 20' · Artem Nazarov 70' |

| إندونيسيا                                                                           | 1 - 3   | السعودية |
| ----------------------------------------------------------------------------------- | ------- | --- |
| ايلهام جايا كسوما 50' · Aris Indarto 26' · ايلهام جايا كسوما 31' · إيسمد سفيان 46+' | (تقرير) | طلال المشعل 9' · Omar Sulaimani 13' · ياسر القحطاني 80' · إبراهيم سويد 55' · ياسر القحطاني 69' · أسامة المولد 71' · أحمد الدوخي 88' · نايف القاضي 89' |

| إندونيسيا              | 3 - 1   | تركمانستان               |
| ---------------------- | ------- | ------------------------ |
| Ilham Jaya 20' 47' 59' | (تقرير) | Gurbangeldi Durdiyev 25' |

| السعودية                                                       | 3 - 0 | سريلانكا |
| -------------------------------------------------------------- | ----- | -------- |
| Saad Al Harthi 6' · محمد الشلهوب 45' (Pen) · Fahad Fallata 65' |       |          |